# L'Exécuteur (roman)
Pour les articles homonymes, voir L'Exécuteur.
L'Exécuteur est le titre d'une série d'environ 600 romans policiers, dont le personnage principal est Mack Bolan. Le premier livre est paru en 1969. Les 38 premiers romans ont été écrits par Don Pendleton, créateur du personnage.
Les romans de la série ont été vendus à environ 200 millions d'exemplaires ; une dizaine de titres Mack Bolan est publiée chaque année aux États-Unis depuis le début des années 1980.

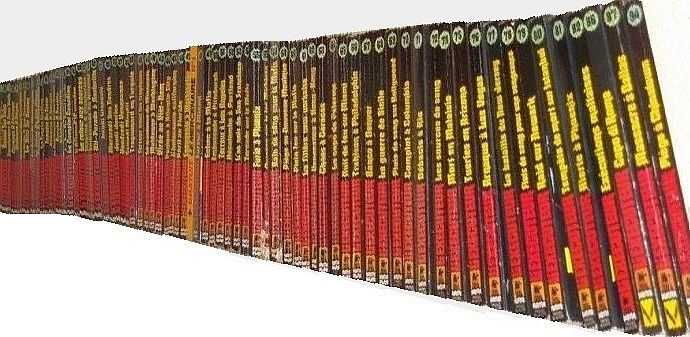
L'Exécuteur Mack Bolan, 1969 - 1980 par Don Pendleton, puis par divers auteurs.

## Résumé
L'action se déroule aux États-Unis et dans le monde entier.
Mack Bolan est un tireur d'élite pendant la Guerre du Viêt Nam où il avait été surnommé "L'Exécuteur". Son père a de grosses dettes auprès de la mafia ; à la suite d'un enchaînement de circonstances, le père tue la mère et la sœur de Mack avant de se suicider. Le frère de Mack échappe à la mort. Cet acte met Mack Bolan dans une colère noire contre la Mafia ; il dévalise une armurerie, y dérobe une carabine Marlin 444 et commence une croisade vengeresse. 
À chaque livre de la série, Mack Bolan massacre une bande de mafiosi. Son arme préférée, au début de ses aventures est un Beretta Brigadier avec silencieux et un Automag 44, qui seront remplacés par un Beretta 93R calibre 9 mm Parabellum doté d'un silencieux, mais il dispose d'une grande quantité d'armes de guerre (il est très souvent fait référence à ces armes dans les livres de la série policière).

## Personnages comparables
- Le Punisher dans Marvel Comics et son dérivé, le film Punisher de 1989.

## Publications
Le premier roman écrit par Don Pendleton a été Guerre à la Mafia (War Against the Mafia) en 1969, le dernier été Satan's Sabbath en 1980. 
Après ce roman, Pendleton a concédé le droit d'exploitation de la série à la maison d'édition américaine Harlequin Enterprises Ltd, tout en conservant un droit de regard sur l'utilisation de son personnage et percevant une redevance sur les ventes. 
La série a été publiée en France aux éditions Plon, avec un bandeau publicitaire « Gérard de Villiers présente ». Gérard de Villiers était connu en France pour sa série d'espionnage S.A.S..

## Spin Off
La série a été continuée à partir de 1980 par d'autres auteurs.
Mack Bolan a alors vu son rôle élargi : bien qu'il lutte contre la Mafia, les auteurs l'ont fait aussi lutter contre le KGB dans les années 1980, ainsi que contre les services secrets de nombreux pays, dont ceux d'Iran, de Corée du nord, de Syrie, etc.
Dans les années 1990, après la fin de la Guerre froide, le personnage Mack Bolan, dans le cadre d'une organisation gouvernementale top-secret, les Stony Men, lutte contre le terrorisme international.
Certains titres sont signés Steven Belly. Il s'agit du pseudonyme d’une équipe d’auteurs de polar rompus à l’exercice de la série littéraire et télévisuelle.

## Liste des romans

### Romans écrits par Don Pendleton
- 01 - War Against The Mafia (1969 - titre en français : Guerre à la Mafia)
- 02 - Death Squad (1969 - titre en français : Massacre à Beverly Hills)
- 03 - Battle Mask (1970 - titre en français : Le masque de combat )
- 04 - Miami Massacre (1970 - titre en français : Typhon sur Miami)
- 05 - Continental Contract (1971 - titre en français : Opération Riviera)
- 06 - Assault on Soho (1971 - titre en français : Assaut sur Soho)
- 07 - Nightmare in New York (1971 - titre en français : Cauchemar à New York)
- 08 - Chicago Wipe-Out (1971 - titre en français : Carnage à Chicago)
- 09 - Vegas Vendetta (1971 - titre en français : Violence à Vegas)
- 10 - Caribbean Kill (1972 - titre en français : Châtiment aux Caraïbes)
- 11 - California Hit (1972 - titre en français : Fusillade à San Francisco)
- 12 - Boston Blitz (1972 - titre en français : Le blitz de Boston - paru en France en 1976)
- 13 - Washington I.O.U. (1972 - titre en français : La prise de Washington)
- 14 - San Diego Siege (1972 - titre en français : Le siège de San Diego)
- 15 - Panic in Philly (1973 - titre en français : Panique à Philadelphie)
- 16 - Sicilian Slaughter (1973 - titre en français : Le tocsin sicilien)
- 17 - Jersey Guns (1974 - titre en français : Le sang appelle le sang)
- 18 - Texas Storm (1974 - titre en français : Tempête au Texas)
- 19 - Detroit Deathwatch (1974 - titre en français : Débâcle à Detroit)
- 20 - New Orleans Knockout (1974 - titre en français : Le nivellement de New Orleans)
- 21 - Firebase Seattle (1975 - titre en français : Survie à Seattle)
- 22 - Hawaiian Hellground (1975 - titre en français : L'enfer hawaïen)
- 23 - Canadian Crisis (1975 - titre en français : Le complot canadien )
- 24 - St. Louis Showdown (1975 - titre en français : Le sac de Saint Louis)
- 25 - Colorado Kill-Zone (1976 - titre en français : Le commando du Colorado)
- 26 - Acapulco Rampage (1976 - titre en français : Le Capo d'Acapulco)
- 27 - Dixie Convoy (1976 - titre en français : L'Attaque d'Atlanta)
- 28 - Savage Fire (1977 - titre en français : Le Retour aux sources)
- 29 - Command Strike (1977 - titre en français : Méprise à Manhattan)
- 30 - Cleveland Pipeline (1977 - titre en français : Contact à Cleveland)
- 31 - Arizona Ambush (1977 - titre en français : Embuscade en Arizona)
- 32 - Tennessee Smash (1978 - titre en français : Hit-Parade à Nashville)
- 33 - Monday's Mob (1978 - titre en français : Lundi Linceuls)
- 34 - Terrible Tuesday (1979 - titre en français : Mardi Massacre)
- 35 - Wednesday's Wrath (1979 - titre en français : Mercredi des Cendres)
- 36 - Thermal Thursday (1979 - titre en français : Jeudi Justice)
- 37 - Friday's Feast (1979 - titre en français : Vendredi Vengeance)
- 38 - Satan's Sabbath (1980 - titre en français : Samedi Maudit)

- Hors série - The Executioner's War Book (1977), « manuel technique » et histoire de la Guerre contre la Mafia

### Romans écrits par d'autres auteurs
Plus de 550 romans ont été écrits par des auteurs, comme : Tom Arnett, Nicholas Cain, Stephen Mertz, Will Murray, Mark Ellis, Michael Newton, G. H. Frost, Raymond Obstfeld, Mel Odom, Jon Guenther, Nick Pollotta, Douglas Wojtowicz, Steven Krauzer, Ron Renauld, David L. Robbins, Chuck Rogers, etc.
| Nº | Titre Anglais       | Date Sortie Fr | Titre Français           | Auteur         |
| -- | ------------------- | -------------- | ------------------------ | -------------- |
| 39 | Double crossfire    | Janv. 1982     | Traquenard en Turquie    | Steven Krauzer |
| 41 | The violent streets | févr-82        | Le maniaque du Minnesota | Mike Newton    |
| 42 | The iranian hit     | mai-82         | Maldonne à Washington    | Stephen Mertz  |
| 43 | Return to Vietnam   | juil-82        | Virée au Viet-Nam        | Stephen Mertz  |
| 45 | Flesh wounds        | sept-83        | L'holocauste californien | Ray Obstfeld   |
| 46 | Paramilitary plot   | sept-82        | Péril en Floride         | Mike Newton    |
| 48 | Blood dues          | nov-84         | Fureur à Miami           | Mike Newton    |
| 49 |                     |                | Echec à la Mafia         |                |

| Date Sortie | Nº US | Titre Anglais       | Titre Français                   | Nº Fr | Auteur              |
| ----------- | ----- | ------------------- | -------------------------------- | ----- | ------------------- |
| mai-87      | 101   | Eternal Triangle    | Le retour à Pittsfield           | 145   | Mike Newton         |
| janv-94     | 181   | Shifting Target     | Les Anges Noirs du Michigan      | 169   | Ron Renauld         |
| avr-94      | 184   | Death Warrant       | Mise à mort à Asuncion           | 172   | Jerry VanCook       |
| août-94     | 188   | War Paint           | La bataille de Rapid City        | 176   | Mel Odom            |
| févr-95     | 194   | Deadly Contest      | Blitz éclair à Hollandia         | 180   | Mike Newton         |
| sept-95     | 201   | Prime Target        | Les démons du Pacifique          | 183   | Rick Price          |
| oct-95      | 202   | Combat Zone         | Danger mortel à Mexico           | 177   | William Fieldhouse  |
| nov-95      | 203   | Hard Contact        | La vengeance de l'ayatollah      | 142   | Mike Linaker        |
| avr-96      | 208   | Death Whisper       | Souffle mortel sur l'Arizona     | 157   | Chuck Rogers        |
| sept-96     | 213   | Blood Harvest       | La filière de la mort            | 148   | Mel Odom            |
| oct-96      | 214   | Fission Fury        | Chasse à l'homme à Moscou        | 159   | David North         |
| déc-96      | 216   | Death Force         | Les bataillons du diable         | 151   | Dan Schmidt         |
| avr-97      | 186   | Tiger Stalk         | Mortel combat au Sri Lanka       | 220   | David North         |
| mai-97      | 221   | Blood and Fire      | Tempête de neige sur la Jamaïque | 154   | Chuck Rogers        |
| sept-97     | 225   | Body Armor          | Les justiciers du mal            | 166   | William Fieldhouse  |
| oct-97      | 226   | Red Horse           | Les chevaux de sang              | 163   | Will Murray         |
| janv-00     | 253   | Risk Factor         | Enchères mortelles à Aden        | 188   | Dan Schmidt         |
| mars-00     | 256   | Point of Impact     | Un duel sans merci               | 189   | Dan Schmidt         |
| juin-00     | 259   | Nightfire           | Traquenard à Tijuana             | 195   | Alan Philipson      |
| juil-00     | 260   | Dayhunt             | Razzia au Costa Rica             | 196   | Alan Philipson      |
| août-00     | 261   | Dawnkill            | Echec et mat pour un pourri      | 197   | Alan Philipson      |
| mars-01     | 268   | Shattered Trust     | Ultime conspiration              | 205   | Mike Newton         |
| avr-01      | 269   | Shifting Shadows    | Frères de sang                   | 206   | Mike Newton         |
| mai-01      | 270   | Judgement day       | Le jour du jugement              | 207   | Mike Newton         |
| oct-01      | 275   | Crossed Borders     | Mourir à Belize                  | 200   | Rich Rainey         |
| nov-01      | 276   | Leviathan           | Offshore connection              | 239   | Gerald Montgomery   |
| déc-01      | 277   | Dirty Mission       | Légitime violence                | 241   | Mike Newton         |
| janv-02     | 278   | Triple Reverse      | Les chiens blancs de Lagos       | 210   | Jerry VanCook       |
| mars-02     | 280   | Fear Rally          | Les sables de l'apocalypse       | 214   | Jon Guenther        |
| avr-02      | 281   | Blood Stone         | Les diamants de la terreur       | 228   | Mike Newton         |
| mai-02      | 282   | Jungle Conflict     | Requiem péruvien                 | 211   | Jerry VanCook       |
| déc-02      | 289   | Vendetta Force      | Chasse à l'homme à Houston       | 216   | Jerry VanCook       |
| mars-03     | 292   | Savage game         | Une infiltration à haut risque   | 219   | Chuck Rogers        |
| avr-03      | 293   | Death Merchants     | Marchands de mort                | 218   | Tim Tresslar        |
| juin-03     | 295   | Hostile Alliance    | Fatal tandem                     | 223   | Jerry VanCook       |
| oct-03      | 299   | Dangerous encounter | Escale mortelle à Heathrow       | 222   | Andy Boot           |
| févr-04     | 303   | Sea of terror       | Un bain de sang pour sun lee     | 230   | Mike Newton         |
| juin-04     | 307   | Hard Pursuit        | Sabrer n'est pas jouer           | 248   | Douglas P Wojtowicz |
| juil-04     | 308   | Into tne Fire       | Les mercenaires de la coke       | 234   | Mike Newton         |
| déc-04      | 313   | Lockdown            | Les vampires de Spider Mountain  | 237   | David Robbins       |
| avr-05      | 317   | Hour of judgement   | Le capo de Bornéo                | 229   | Mike Newton         |
| mai-05      | 318   | Code of resistance  | Traque mortelle sur Pa'ahnui     | 238   | Chuck Rogers        |
| juin-05     | 319   | Entry Point         | Le projet carnivore              | 267   | Jon Guenther        |
| sept-05     | 322   | Time Bomb           | Manipulations mortelles          | 258   | David Robbins       |
| nov-05      | 324   | Terminale Zone      | Une peste mafieuse               | 243   | Chuck Rogers        |
| avr-06      | 329   | Hostile crossing    | Panique à reynosa                | 249   | Jerry VanCook       |
| juil-06     | 332   | Slaughter House     | Coup de gong pour une triade     | 247   | Ron Renauld         |
| oct-06      | 335   | Blood Vector        | Sang pour sang à San Salvador    | 244   | Chuck Rogers        |
| mai-07      | 342   | Double Play         | Les commissionnaires de la mort  | 255   | Douglas P Wojtowicz |
| juin-07     | 343   | Border war          | Les prédateurs du Rio Grande     | 253   | Chuck Rogers        |
| juil-07     | 344   | Primal Law          | Sanglant El Dorado               | 261   | Mike Newton         |
| sept-07     | 346   | Vigilante Run       | Justice à tous les étages        | 257   | Phil Elmore         |
| déc-07      | 349   | Firestorm           | Le projet Firestorm              | 260   | Tim Tresslar        |
| juin-08     | 355   | Outback assault     | La filière Australienne          | 265   | Douglas P Wojtowicz |
| août-08     | 357   | Extreme Justice     | Justice mafieuse                 | 268   | Mike Newton         |
| oct-08      | 359   | Desperate passage   | Passage en force                 | 271   | Nathan Meyer        |
| mars-09     | 364   | Hostile Odds        | Enfer de plomb sur l'Oregon      | 270   | Jon Guenther        |
| janv-10     | 374   | System corruption   | Série noire pour cols blancs     | 289   | Mike Linaker        |
| mai-02      | 84    | Dark Truth          | Mortelle intox à Howling coyote  | HS    | Dan Schmidt         |
| janv-03     | 88    | Sleepers            | Rouge, impair et mort            | HS    | Mike Newton         |
| mars-03     | 89    | Strike and retrieve | Coïncidences mortelles           | HS    | Ron Renauld         |
| juil-06     | 109   | Blood Dynasty       | Sanglante succession             | HS    | Mike Linaker        |
| mai-09      | 126   | Interception        | Ouragan sur l'Adriatique         | 274   | Nathan Meyer        |
| déc-10      | 138   | Devil's mark        | La marque du diable              | 288   | Chuck Roger         |